# التحالف الإسلامي (سوريا)
التحالف الإسلامي تأسس في سبتمبر 2013 في سوريا في سياق الحرب الأهلية السورية، لمواجهة الائتلاف الوطني لقوى الثورة والمعارضة السورية، وضم في البداية 13 جماعة إسلامية سنية، بما في ذلك لواء التوحيد، ولواء جيش الإسلام ، ولواء صقور الشام، وثلاثة أعضاء في المجلس العسكري الأعلى. والذي كان يعتبر الجناح العسكري للائتلاف الوطني السوري. وشددت الجماعات على أنها ظلت داعمة للمجلس العسكري الأعلى بقيادة سليم إدريس، ولم تتخل إلا عن الائتلاف السياسي، قائلة إنه "لا يمثلنا". ومن بين الأعضاء الآخرين جبهة النصرة، وهي جزء من تنظيم القاعدة، وأحرار الشام.
وفي بيانها التأسيسي الذي يحمل عنوان "البيان رقم 1"، رفضت الجماعة "رئيس الوزراء المؤقت" أحمد طعمة، الذي انتخبه المجلس الوطني السوري قبل 10 أيام، ودعت إلى "إطار إسلامي قائم على الشريعة الإسلامية". وقال متحدث باسم لواء التوحيد إنه لا يوجد تنظيم مشترك بين الفصائل. وقال أيمن جواد التميمي أيضاً إنه لا يوجد تحالف رسمي، وأن مشاركة جبهة النصرة كانت بمثابة توقيع أحد ممثليها المحليين على البيان المشترك في حلب. ويأتي تأسيس الائتلاف في سياق محاولات إطلاق مؤتمر جنيف 2 للسلام في الشرق الأوسط.

## أعضاء
أدرجت رويترز المجموعات الـ 13 على أنها ضمن أعضاء التحالف، وهي:
- جبهة النصرة
- أحرار الشام
- لواء التوحيد
- لواء صقور الشام
- لواء جيش الإسلام
- لواء الحق
- حركة فجر الشام الإسلامية
- حركة نور الدين الزنكي
- ألوية الفرقان
- الفرقة 19
  - كتيبة الانصار
- تجمع فاستقم